# Courtney Act
Shane Gilberto Jenek (Brisbane, 18 februari 1982), beter bekend onder zijn artiestennaam Courtney Act, is een Australisch dragqueen, zanger, entertainer en reality-tv-persoonlijkheid. Jenek verwierf voor het eerst bekendheid door het optreden als Courtney in het eerste seizoen van Australian Idol. In 2003, na afloop van de show, bracht ze haar debuutsingle Rub Me Wrong uit. Dat nummer stond als nr. 29 in de ARIA Singles Chart. Jenek was de eerste LGBT-deelnemer die openlijk homoseksueel was die in een reality-tv-show verscheen. 
In 2014 nam Jenek deel aan het zesde seizoen van RuPaul's Drag Race, waar hij een van de runners-up was.
In januari 2018 verscheen Jenek in het 21ste seizoen van het Britse televisieprogramma Celebrity Big Brother, dat hij uiteindelijk ook won met 49,43% van de publieksstemmen. Daarnaast trad Jenek op als presentator bij The Bi Life, het eerste Britse realitydatingprogramma voor biseksuelen, dat te zien was op E!.
In 2019 nam Jenek deel aan het zestiende seizoen van de Australische versie van Dancing with the Stars als Courtney, waar ze werd gekoppeld aan Joshua Keefe. Act en Keefe waren daardoor het eerste same-sexkoppel in de geschiedenis van de Australische versie, en het tweede same-sexkoppel in de algehele geschiedenis van het programma.

## Discografie

### Ep's
- Kaleidoscope (2015)
- Drop of Fluid (2020)

### Singles
- Rub Me Wrong (2004)
- Welcome to Disgraceland (2010)
- To Russia with Love (2014)
- Mean Gays (2014)
- Ecstasy (2015)
- Ugly (2015)
- Body Parts (2015)
- Kaleidoscope (2016)
- Wigs by Vanity Single Jingle (2016)
- Chandelier/Diamonds/Titanium (Medley) (2016)
- Stayin' Alive (2016)
- AAA (2017)
- Fight for Love (2018)
- Brenda, Call Me! (2021)
- Celebrate (2023)